# John Wallace Downie
John Wallace Downie (Glasgow, 28 de diciembre de 1876-Salisbury, 22 de agosto de 1940) fue un empresario y político escocés que tuvo una destacada carrera política en Rodesia del Sur, llegando a ser Alto Comisionado de Rodesia del Sur en el Reino Unido entre 1930 y 1945.

## Primeros años
Hijo de Christopher Downie, un guardia del Ferrocarril de Caledonia, y más tarde jefe de estación de Lanark, nació el 28 de diciembre de 1876 en Hutchesontown, Glasgow, y emigró a Sudáfrica en 1897 para trabajar en los ferrocarriles del Cabo. Aquí trabajó en la línea en proceso de construcción de Bechuanalandia a Bulawayo. Posteriormente trabajó durante un tiempo como director de correos en Francistown, en el Protectorado de Bechuanalandia . El 15 de octubre de 1899, tras la declaración de la Segunda Guerra Anglo-Bóer, Downie se ofreció como voluntario para unirse a las Fuerzas de Defensa de Francistown bajo el liderazgo de Umfreville Percy Swinburne .
En 1900 regresó a Glasgow para estudiar, regresando a África en 1901. A su regreso, fue nombrado secretario de una pequeña empresa minera y posteriormente se unió a la firma de Haddon, Cotton & Butt, una empresa de transporte y expedición de Rodesia del Sur, donde luego ascendió a director gerente. Estaba interesado en varias empresas mineras de oro y, además de su empresa, actuó como gerente de Portland Cement Works durante algún tiempo. Más tarde, John Downie vendió sus intereses en la empresa y, en 1920, se convirtió en gerente de la Cooperativa de Agricultores de Salisbury, ocupando este cargo hasta el período del fin del Gobierno de la Compañía en Rodesia, en 1923.

## Carrera política
Downie fue un entusiasta defensor del gobierno responsable y se desempeñó como tesorero del Partido del Gobierno Responsable. Posteriormente se convirtió en presidente del Partido de Rodesia y fue responsable de gran parte del trabajo de organización del partido. En la primera elección general para la Asamblea Legislativa de Rodesia del Sur, celebrada el 29 de abril de 1924, fue elegido junto con Francis James Newton para representar a la circunscripción de Mazoe bajo el sistema de distritos electorales de doble miembro que existían entonces. El 1 de septiembre de 1924, fue nombrado como secretario colonial durante el mandato del primer ministro Charles Patrick John Coghlan.
El 2 de enero de 1925, fue nombrado ministro de Agricultura y Tierras y, en este cargo, desempeñó un papel importante en la popularización en Londres del tabaco producido en Rodesia, así como en el fomento de la industria del algodón y en la promoción de los esfuerzos cooperativos agrícolas. Tras el reemplazo de Coghlan por Howard Unwin Moffat como primer ministro, el 14 de octubre de 1927, Downie fue trasladado a la cartera de Minas y Obras Públicas, pero siguió teniendo un interés considerable en los asuntos agrícolas.
John Downie fue muy crítico con la gestión de los ferrocarriles y varias veces se enfrentó a las empresas ferroviarias a ese respecto. Por otro lado, pudo llegar a un arreglo satisfactorio con la Chartered Company para resolver los problemas de simplificación de la recaudación de los ingresos de la minería, y participó de manera importante en la solución de algunas de las diferencias entre mineros y agricultores. En 1929, John Downie recibió el premio de Compañero de la Orden de San Miguel y San Jorge (CMG). Elegido para un segundo mandato como miembro único de Mazoe en las elecciones generales de 1928, a finales de 1930 Downie fue nombrado sucesor de Newton como segundo Alto Comisionado de Rodesia del Sur en Londres, y posteriormente Downie dimitió del ministerio y de su asiento en la Asamblea Legislativa, el 30 de octubre de 1930. El 4 de noviembre de 1930, se le concedió la retención de por vida del título de El Honorable.

## Vida posterior
Downie se desempeñó como Alto Comisionado de Rodesia del Sur en Londres hasta 1935, cuando se retiró para convertirse en Presidente de Rhodesia and Nyasaland Airways. Fue miembro de la delegación de Rodesia del Sur en la Conferencia Económica Imperial en Ottawa en 1932. En 1939 regresó a la labor de administrador como contralor de Proveedores.
John Wallace Downie murió el 22 de agosto de 1940 en el Hospital de Salisbury. Dejó un patrimonio considerable y en su testamento donó las Becas John Downie para la Escuela Prince Edward y la Escuela Secundaria de Niñas, Salisbury. Dejó viuda, Clara Mortimer Carrol (1884-1964) y dos hijos, Clara Isabella Ross Downie (1912-1977) y Robert Gordon Downie (1918-1944).